# Пат Вокден
Пат Вокден (англ. Pat Walkden; нар. 12 лютого 1946) — колишня південноафриканська тенісистка.
Найвищим досягненням на турнірах Великого шолома був фінал в парному розряді.

## Фінали за кар'єру

### Одиночний розряд: 3 (3 поразки)
| Результат | Ранг | Дата     | Турнір                         | Покриття | Суперниця              | Рахунок       |
| --------- | ---- | -------- | ------------------------------ | -------- | ---------------------- | ------------- |
| Поразка   | 1.   | Лип 1972 | Dublin, Ірландія               | Трава    | Івонн Гулагонг-Коулі   | 6–2, 1–6, 2–6 |
| Поразка   | 2.   | Тра 1973 | Lee-on-Solent, Велика Британія | Ґрунт    | Івонн Гулагонг         | 3–6, 2–6      |
| Поразка   | 3.   | Чер 1973 | German Open, Західна Німеччина | Ґрунт    | Гельга Ніссен Мастгофф | 4–6, 1–6      |

### Парний розряд: 13 (3–10)
| Результат | Ранг | Дата     | Турнір                                           | Покриття | Партнерка        | Суперниці                           | Рахунок                           |
| --------- | ---- | -------- | ------------------------------------------------ | -------- | ---------------- | ----------------------------------- | --------------------------------- |
| Поразка   | 1.   | Чер 1967 | Чемпіонат Франції, Франція                       | Ґрунт    | Аннетт ван Зіль  | Франсуаз Дюрр Гейл Шанфро           | 2–6, 2–6                          |
| Поразка   | 2.   | Тра 1968 | Мастерс Рим, Італія                              | Ґрунт    | Annette du Plooy | Маргарет Корт Вірджинія Вейд        | 2–6, 5–7                          |
| Поразка   | 3.   | Лип 1970 | Мастерс Цинциннаті, US                           | Ґрунт    | Гелен Гурлей     | Розмарі Касалс Гейл Шанфро          | 10–12, 1–6                        |
| Поразка   | 4.   | Сер 1970 | Мастерс Канада, Канада                           | Ґрунт    | Гелен Гурлей     | Розмарі Казалс Маргарет Корт        | 0–6, 1–6                          |
| Поразка   | 5.   | Чер 1972 | Queen's Club Championships 1972, Велика Британія | Трава    | Бренда Кірк      | Розмарі Казалс Біллі Джин Кінг      | 7–5, 0–6, 2–6                     |
| Перемога  | 1.   | Лип 1972 | Dublin, Ірландія                                 | Трава    | Бренда Кірк      | Івонн Гулагонг-Коулі Карен Крантцке | 6–3, 8–10, 6–2                    |
| Поразка   | 6.   | Лип 1972 | Hoylake, Велика Британія                         | Трава    | Бренда Кірк      | Івонн Гулагонг Гелен Гурлей         | divided the prize because of rain |
| Поразка   | 7.   | Сер 1972 | Мастерс Цинциннаті, US                           | Ґрунт    | Бренда Кірк      | Маргарет Корт Івонн Гулагонг        | 4–6, 1–6                          |
| Поразка   | 8.   | Сер 1972 | Мастерс Канада, Канада                           | Ґрунт    | Бренда Кірк      | Маргарет Корт Івонн Гулагонг        | 6–3, 3–6, 5–7                     |
| Поразка   | 9.   | Сер 1972 | Haverford (Merion), US                           | Трава    | Бренда Кірк      | Вірджинія Вейд Шерон Волш           | 6–3, 3–6, 5–7                     |
| Перемога  | 2.   | Лип 1973 | Cleveland, US                                    | Тверде   | Ілана Клосс      | Дженіс Меткалф Лорі Тенні           | 1–6, 7–6, 6–1                     |
| Поразка   | 10.  | Сер 1973 | Atlantic City, US                                |          | Ілана Клосс      | Кріс Еверт Маріта Редондо           | 4–6, 4–6                          |
| Перемога  | 3.   | Сер 1973 | Мастерс Цинциннаті, US                           | Ґрунт    | Ілана Клосс      | Івонн Гулагонг Дженет Янг           | 7–6, 3–6, 6–2                     |